# عادلة خاتون
عادلة خاتون (توفيت عام 1182 هـ / 1768 م) هي ابنة  أحمد باشا  ابن  حسن باشا  وهي زوجة سليمان باشا أبو ليلة والي بغداد، بنت عدة جوامع في بغداد منها جامع العادلية قرب شارع النهر في حي المستنصرية، وجامع عادلة خاتون قرب جسر الصرافية.

## من سيرتها
قصة زواج سليمان باشا أبو ليلة من عادلة خاتون اشبه بالاسطورة ذلك ان أحمد باشا كان شغوفاً بصيد الاسود واصطاد وقتل الكثير منها وحصل مرة ان شاهد اسداً فضربه بالرمح ولكن الرمح انكسر فهم الاسد على الوالي يريد افتراسه فتقدم المملوك سليمان باشا وتمكن من قتل الاسد وانقاذ الوالي من موت محقق وهنا قرر الوالي ان تكون ابنته عادلة خاتون زوجة للمملوك سليمان لشجاعته ومكافأة على إنقاذ حياة ابيها وابتدأ سليمان باشا حياته بوظيفة بسيطة في بغداد وتدرج إلى وظيفة خازن لبيت مال الولاية وإلى وظيفة الكهية أي المنصب الثاني بعد منصب والي بغداد كالوزير للسلطان العثماني.
وكان أهل بغداد يهرعون اليه في قضاء مطالبهم وبعد وفاة الوالي بعث السلطان العثماني والياً على بغداد وابعد سليمان باشا إلى البصرة، ولكن والي بغداد الذي عينه السلطان العثماني كان محل استهزاء أهل بغداد بسبب ضعفه وكثرة الشكاوى منه وعجزه عن إدارة بغداد وهنا سار سليمان باشا بجيشه من البصرة نحو بغداد وبالرغم من أمر السلطان سليمان العثماني له بالرجوع إلى البصرة لكنه استمر بالمسير إلى بغداد ولم يستطع حاكم الديوانية وحاكم الحلة من الوقوف بوجهه ووصل بغداد وهرب والي بغداد الذي عينه السلطان منها وقابله أهل بغداد بالسرور وحكم فترة جيدة في بغداد لكنه كان يعاب عليه تحكم زوجته عادلة خاتون وانقياده لها كل الانقياد حيث كانت متهورة سليطة وحددت يوماً للنظر بالشكاوى والمظالم في حين ان ذلك من اختصاص الوالي لا بل انها دفعت زوجها الوالي سليمان باشا إلى قتل زوج اختها أحمد آغا بكون انه يروم الوصول إلى السلطة بدله.

## انظر
- سليمان باشا أبو ليلة
- عماد عبد السلام رؤوف
- مصطفى جواد
- جعفر خياط